# Червоні (фільм)
«Червоні» (англ. Reds) — американська біографічна драма 1981 року.

## Сюжет
Історія американського журналіста Джона Ріда. Він зустрічається з одруженою жінкою Луїзою Браянт. Знайомство сталося на професійному ґрунті: обидва вони працювали журналістами в різних виданнях. Спочатку це була дружба і взаємна симпатія, що переросла згодом в любов. Коли це сталося, Браянт пішла від чоловіка і стала жити з Рідом. Вони спочатку продекларували вільні від зобов'язань відносини, але такий союз не витримав випробування через ревнощі. Взаємні закиди в зраді стали приводом для розставання, і лише спільна робоча поїздка до Росії напередодні жовтневого перевороту 1917 року зробила їх справжньою сім'єю. Тут вони полюбили одне одного по-справжньому.

## У ролях
| Актор             | Роль                      |
| ----------------- | ------------------------- |
| Воррен Бітті      | Джон Рід                  |
| Дайан Кітон       | Луїза Браянт              |
| Едвард Херрманн   | Макс Істмен               |
| Єжи Косинський    | Григорій Зінов'єв         |
| Джек Ніколсон     | Юджин О'Ніл               |
| Пол Сорвіно       | Луї Фрайна                |
| Морін Степлтон    | Емма Гольдман             |
| Ніколас Костер    | Пол Траллінгер            |
| М. Еммет Волш     | спікер Ліберального клубу |
| Бессі Лав         | місіс Партлоу             |
| Макс Райт         | Флойд Делл                |
| Джин Гекмен       | Піт Ван Веррі             |
| Кетрін Ґроді      | Крістал Істмен            |
| Джон Ратценбергер | комуністичний лідер       |